# Castello di Prelerna
Das Castello di Prelerna, auch Castello di Pizzofreddo oder Castel Gofredo genannt, ist die Ruine einer mittelalterlichen Höhenburg. Ihre Reste stehen auf einem Grat, der das Tal der Pessola und das des Taro teilt, in der Nähe der kleinen Siedlung Prelerna, einem Ortsteil der Gemeinde Solignano in der italienischen Region Emilia-Romagna.

## Geschichte
Die Burg wurde im Mittelalter in Zusammenhang mit der Grenze zwischen den Territorien der Städte Parma und Piacenza errichtet. Sie wurde das erste Mal 1226 in den „Statuti di Parma“ urkundlich erwähnt und 1243 wurde sie zusammen mit den Burgen von Serravalle, Corniglio und Mariano an den Bürgermeister von Mariano di Pellegrino übergeben.
Die strategisch bedeutende Festung gelangte in die Hände der Stadt Parma und wurde 1255 und 1266 sogar in den „Statuti“ erwähnt, aber später brachten sich die Markgrafen Pallavicini in ihren Besitz.
1347 befahl die Stadt Parma dem Bürgermeister der Stadt vergeblich, die verlorene Burg wiederzuerlangen und sie zu verteidigen.
Im folgenden Jahr erbte Oberto III. Pallavicino von seinem Vater Manfredino nach Teilung mit seinem Bruder Donnino seinen Anteil von Solignano mit den Dependenzen Viatica, Pizzofreddo, Dongula, Fosio, Oriano, Pagazzano, Frescarolo und Roncole, sowie Busseto, die Hauptstadt des Stato Pallavicino mit den Dependancen Sant’Andrea, Vidalenzo, Spigarolo, Rascarolo und Semoriva. 1630 erhielt Oberto vom Kaiser Karl IV. die Investitur in zahlreiche Lehen im Gebiet von Parma, darunter Pizzofreddo.
1395 bestätigte der römisch-deutsche König Wenzel Niccolò Pallavicino, dem Sohn von Oberto, die Rechte an allen Gebieten, die dem Vater überlassen worden waren, darunter Solignano und seine Dependancen.
1441 überzeugte Niccolò Piccinino den Herzog von Mailand, Filippo Maria Visconti, vom Verrat durch Rolando Pallavicino, den Sohn des Niccolò, und machte es sich zur Aufgabe, den Stato Pallavicino zu erobern. Der Markgraf war zur Flucht gezwungen und alle seine Besitzungen wurden von Herzog von Mailand konfisziert, der 1442 das Lehen von Solignano und zahlreiche weitere im Gebiet von Parma dem Condottiere (Niccolò Piccinino) übertrug. 1445, nach dem Tod von Niccolò Piccinino, bestätigte Visconti dessen Söhnen die Investitur in Solignano und etliche weitere Burgen.
1448 organisierte Orlando Pallavicino eine Armee zur Rückeroberung der verlorenen Gebiete. Sein Sohn Giovan Lodovico eroberte das Castello di Solignano zurück und es gelang ihm, fast alle Lehen zurückzuerhalten. 1457, nach dem Tod von Rolando Pallavicino, erbten seine beiden Söhne Oberto und Gianfrancesco Solignano mit seinen Dependancen zu gleichen Teilen.
Später verfiel die vollkommen aufgegebene Burg so sehr, dass Anfang des 19. Jahrhunderts nur noch wenige Ruinen erhalten waren. Es verbreitete sich danach das Gerücht, dass Gottfried von Bouillon auf seinem Weg ins Heilige Land während des ersten Kreuzzuges über Prelerna gezogen sei und dort geblieben sei. Die alte Festung wurde daher fälschlicherweise „Castel Gofredo“ genannt.

## Beschreibung
Von der alten Burg sind nur noch sehr wenige Ruinen entlang des Grates erhalten, der die Täler der Pessola und des Taro teilt, und zwar zwischen den Siedlungen Prelerna und Pizzofreddo.